# Strada statale 578 Salto Cicolana
La strada statale 578 Salto Cicolana, già strada regionale 578 Salto Cicolana (SR 578), è una strada statale italiana di collegamento interregionale tra Lazio ed Abruzzo, che dalla Piana di Rieti attraversa la valle del Salto e il Cicolano fino alla Marsica. È detta comunemente anche Rieti-Torano perché collega il capoluogo sabino con il casello "Valle del Salto" delle autostrade A24 ed A25 presso Torano (frazione di Borgorose, RI), anche se in realtà termina a Cappelle dei Marsi (frazione di Scurcola Marsicana, AQ) sul bivio con la ex SS 5.
Insieme alla E45 e ad altre arterie la strada è parte della dorsale appenninica, di supporto alla viabilità autostradale primaria, che da Ravenna passa per Perugia, Terni, Rieti, Avezzano, Sora e Benevento, collegando le autostrade A2 e A14. Insieme alle SS 79 Rieti-Terni e SS 675 Terni-Orte-Civitavecchia costituisce un collegamento trasversale tra le autostrade A1 (casello di Orte) e A24 / A25, e completa l'itinerario CIVITER (Civitavecchia-Viterbo-Terni-Rieti) collegando il porto di Civitavecchia sul Tirreno a quello di Pescara sull'Adriatico.
Il vecchio percorso oggi è quasi del tutto sostituito in variante da una strada a scorrimento veloce ad una corsia per senso di marcia e carreggiata unica di tipo extraurbana secondaria, ad eccezione dei sette chilometri iniziali tra Rieti e Casette (in fase di costruzione) e del tratto finale Torano-innesto SS 5 in territorio abruzzese.

## Storia
In epoca preunitaria esisteva già un'antica strada, prevalentemente montana, che iniziava da Avezzano, passava per Petrella Salto e arrivava nella Piana di San Vittorino, nei pressi di Cittaducale, quando questa città apparteneva al Regno di Napoli ed era il capoluogo dell'omonimo distretto nella provincia dell'Abruzzo Ulteriore Secondo, mentre la vicina Rieti ricadeva nello Stato Pontificio ed era capo dell'omonima delegazione apostolica nella legazione dell'Umbria.
Nel corso del primo quarantennio dopo l'unità d'Italia la strada borbonica tra Avezzano e Rieti, detta Cicolana o del Salto, fu sostituita da una nuova strada più agevole, con il contributo finanziario del Governo e della provincia dell'Aquila (a cui all'epoca apparteneva tutto il Cicolano). La nuova strada seguiva l'andamento del fiume Salto fino alla biforcazione di Santa Lucia di Fiamignano, dove un ramo (la Cicolana Bassa) continuava a valle passando per Fiumata, Borgo San Pietro, San Martino, Concerviano, Casette per poi innestarsi sulla Via Salaria a Rieti, mentre l'altro (Cicolana Alta, attuale strada provinciale 22) proseguiva a mezzacosta per Fiamignano, Petrella Salto e Capradosso, innestandosi sulla Via Salaria presso Cittaducale. Santa Lucia di Fiamignano era inoltre l'origine dell'Amiternina, la strada che, passando per Castiglione, raggiunge Tornimparte e Sassa nei pressi dell'Aquila. La manutenzione della strada Cicolana restò di competenza della provincia dell'Aquila fino al 1927, quando il Cicolano venne accorpato alla neonata provincia di Rieti, che si fece carico del tratto entro i suoi confini, che costituiva gran parte della strada.
Questo sistema viario fu stravolto alla fine degli anni Trenta, quando la costruzione della diga del Salto, a sbarramento del fiume, allagò buona parte della valle creando al suo posto il lago del Salto che, oltre a campagne e paesi, sommerse anche buona parte della Cicolana Bassa, la strada che seguiva il fondovalle da Santa Lucia a Rieti.

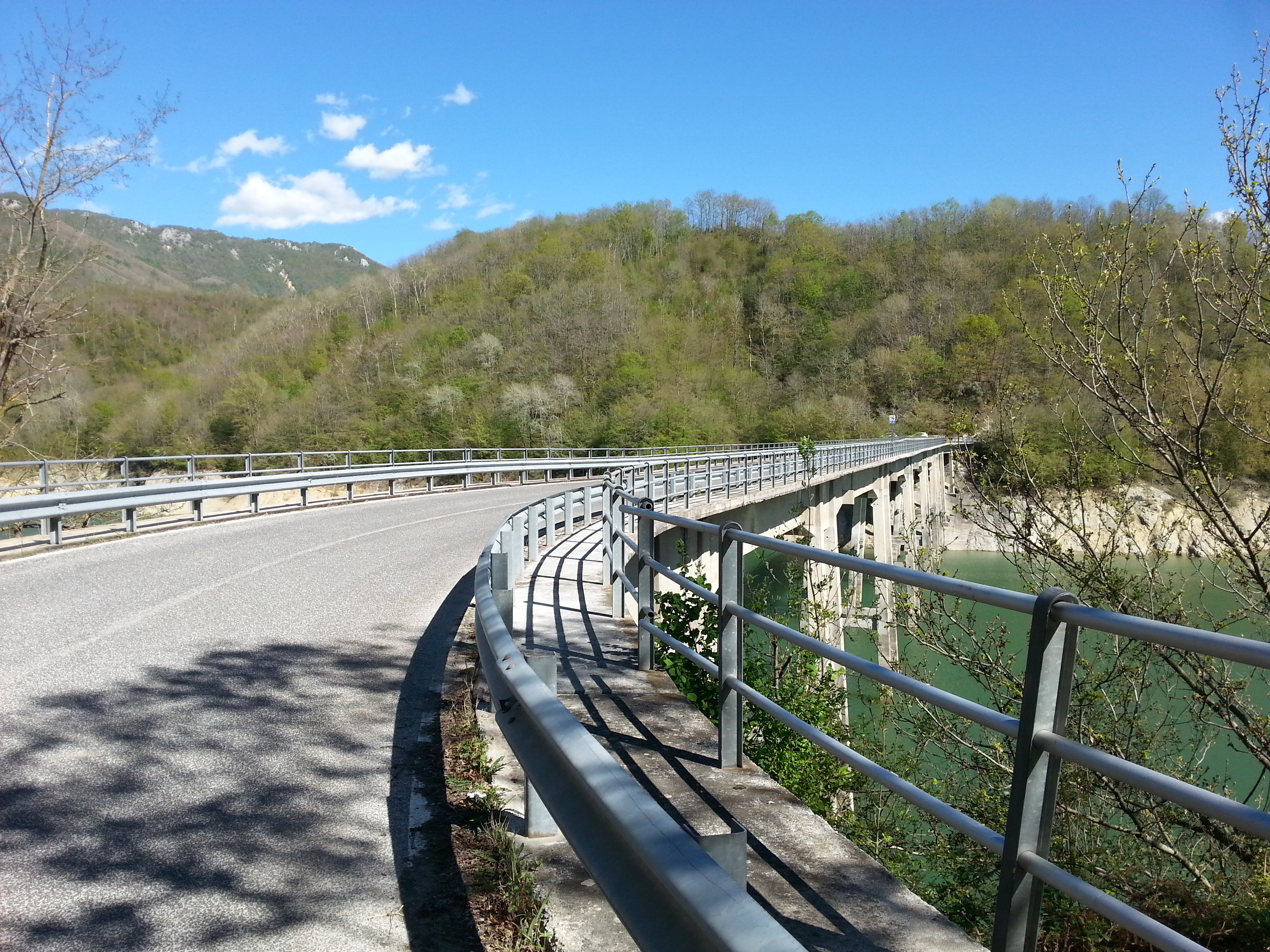
La strada costruita insieme alla diga (Cicolana "vecchia", attuale SP 67) attraversa un'insenatura del lago del Salto

La Società Terni, incaricata della costruzione della diga e futura beneficiaria dell'energia idroelettrica prodotta, fu ovviamente incaricata di costruire una viabilità stradale sostitutiva. Questa nuova strada seguiva dove possibile il percorso della strada ottocentesca e in corrispondenza del lago ne seguiva tutta la costa orientale, che essendo molto frastagliata obbligava la strada ad un percorso molto tortuoso, pieno di tornanti e affatto rettilineo, ma di grande interesse turistico per via del panorama sul lago; solo in un paio di punti, in corrispondenza delle insenature più brevi, il bacino veniva superato tramite ponti in cemento armato rettificando il percorso. Questa strada fu asfaltata nel corso degli anni cinquanta e attualmente costituisce la strada provinciale n. 67.
Questo intervento, di poco successivo all'istituzione della Provincia di Rieti con cui furono riuniti i territori papali e borbonici, fu accolto come una promessa di sviluppo per una zona storicamente emarginata come il Cicolano: ne è testimone la capillare presenza di fermate autobus ormai in disuso, per le frazioni più isolate, e la curata segnaletica dipinta sulle vecchie abitazioni che venivano costruite lungo il percorso.

### La superstrada
I primi progetti per la realizzazione di una strada a scorrimento veloce su questo percorso risalgono agli anni sessanta, quando l'ipotesi di un corridoio autostradale Civitavecchia-Viterbo-Terni-Rieti-Torano, che mettesse in collegamento il porto di Civitavecchia con la costruenda autostrada A24, diede l'opportunità di ammodernare la tortuosa rete viaria del Cicolano.
In vista dei lavori di ammodernamento, il decreto ministeriale 20 novembre 1968 elevò la strada esistente a strada statale, indicando una lunghezza di 83 km ed il percorso: "Innesto SS n. 4 presso Rieti - Borgorose - Magliano dei Marsi - innesto SS n. 5 presso Cappelle dei Marsi".
Nel marzo del 1972 il sindaco di Borgorose Gianni Antonini tenne a Roma una relazione in cui auspicava che la costruzione di nuove infrastrutture tenesse conto non il numero di abitanti ma le specificità del territorio e sottolineava le attenzioni richieste dal Cicolano, area montuosa soggetta ad un forte spopolamento. L'appello non rimase inascoltato e ad ottobre di quell'anno si incontrarono a Fiamignano tutti i sindaci del Cicolano, l'onorevole Franco Maria Malfatti, il presidente della regione Lazio Luigi Cipriani e il presidente della provincia di Rieti Leonardo Leonardi. Grazie all'impegno di Cipriani, che si fece garante dell'importanza interregionale del progetto, e di Malfatti, che lo segnalò ad Andreotti in quanto presidente dell'organo decisionale della Cassa del Mezzogiorno, nel febbraio del 1975 l'opera fu approvata dal CIPE. La Salto Cicolana entrò quindi a far parte dell'itinerario CIVITER (superstrada Civitavecchia-Viterbo-Orte-Terni-Rieti-Torano), insieme alle statali 675 Civitavecchia-Terni e 79 Rieti-Terni.

#### La costruzione del tronco Roccaranieri-Torano

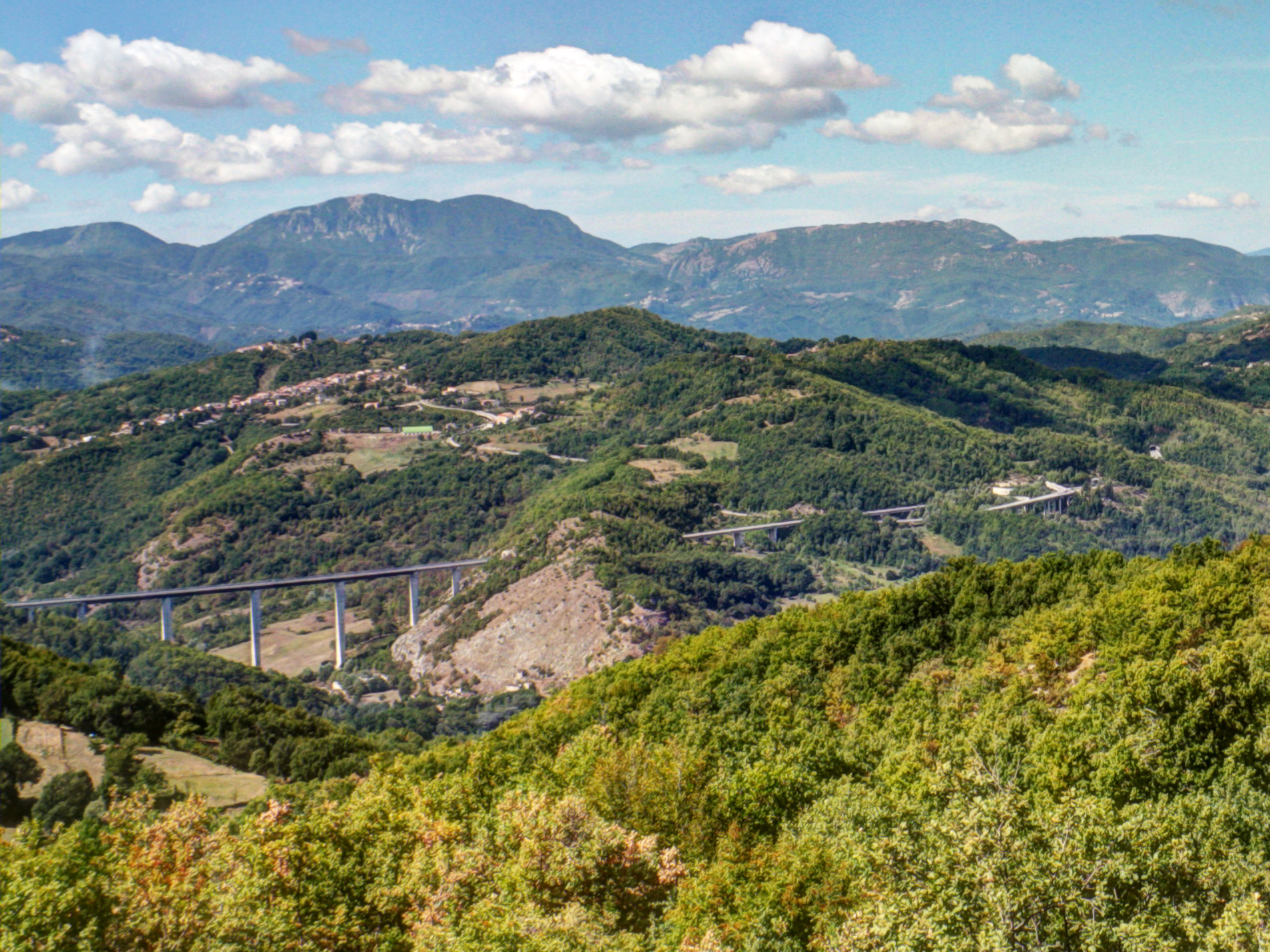
La superstrada tra Pescorocchiano e Fiamignano, nei pressi dello svincolo San Paolo

I lavori cominciarono da Roccaranieri, a circa 13 chilometri da Rieti, e avanzarono in direzione di Torano, in modo da costruire la superstrada nel tratto del lago del Salto, dove la strada preesistente era più tortuosa. La realizzazione del tratto Roccaranieri-Gamagna fu affidata alla provincia di Rieti, mentre quello tra Gamagna e Torano all'ANAS.
Nel giugno del 1983 la provincia di Rieti, di cui era divenuto presidente proprio Gianni Antonini, appaltò i lavori del IV e V lotto, che completavano il tratto di superstrada di sua competenza. Nel 1988 la superstrada risultava completa sul tratto della provincia, da Roccaranieri a Gamagna, mentre erano in corso i lavori sul tratto ANAS Gamagna-Torano.
Questo ultimo era diviso in due lotti. Il tronco Colleviati-Torano, costato 44,5 miliardi di lire, fu aperto al traffico il 18 dicembre 1989. Il tronco di 11 km Gamagna-Colleviati (costato 76,5 miliardi di lire, comprensivo di otto viadotti e quattro gallerie) fu invece aperto al traffico il 13 dicembre 1991, completando l'intero percorso della superstrada dal casello di Torano allo svincolo di Roccaranieri (a 13 km da Rieti), per una lunghezza totale di 33,791 km. Nel 1996, per decreto del Ministero dei lavori pubblici, il tratto completato entrò a far parte del percorso della statale 578 mentre il vecchio tracciato fu declassificato, indicato come strada provinciale 67 ed affidato alla provincia di Rieti.

#### Il completamento da Roccaranieri a Rieti
Con i lotti inaugurati a fine 1991, la superstrada era completa da Torano a Roccaranieri, vale a dire per circa tre quarti del percorso inizialmente previsto, laddove la strada preesistente era più tortuosa e disagevole; mancavano da realizzare i 13 km da Roccaranieri a Rieti (innesto sulla SS 4 Salaria), per i quali tutto era ancora fermo.
Tuttavia, da quel momento in poi, la realizzazione della superstrada subì un netto rallentamento, che si dovette alla soppressione della Cassa del Mezzogiorno (ente che aveva finanziato e coordinato gran parte dei lavori), nonché alla minore urgenza di intervenire sulla parte rimanente (in prevalenza pianeggiante e meno tortuosa di quella Roccaranieri-Torano).
Nel 1990 il senatore Manlio Ianni riuscì ad ottenere l'inserimento nel piano decennale dell'ANAS dei 50 miliardi di lire necessari per il tratto mancante. L'amministrazione provinciale di Rieti realizzò invece il progetto, ad opera dell'ingegnere capo Vincenzo Scaccia.
Stralcio Roccaranieri-Ville Grotti (anni novanta-2009)
Il primo stralcio per la prosecuzione dei lavori fu gestito dall'ANAS e consisteva nel tratto di due chilometri da Roccaranieri a Ville Grotti, con un costo di 11 milioni di euro.
I cantieri furono avviati a fine anni novanta ma subirono forti ritardi, e nel 2007 furono del tutto interrotti per il fallimento della ditta appaltatrice; dopo l'affidamento ad una nuova ditta il tronco venne ultimato e aperto al traffico nel giugno del 2009.

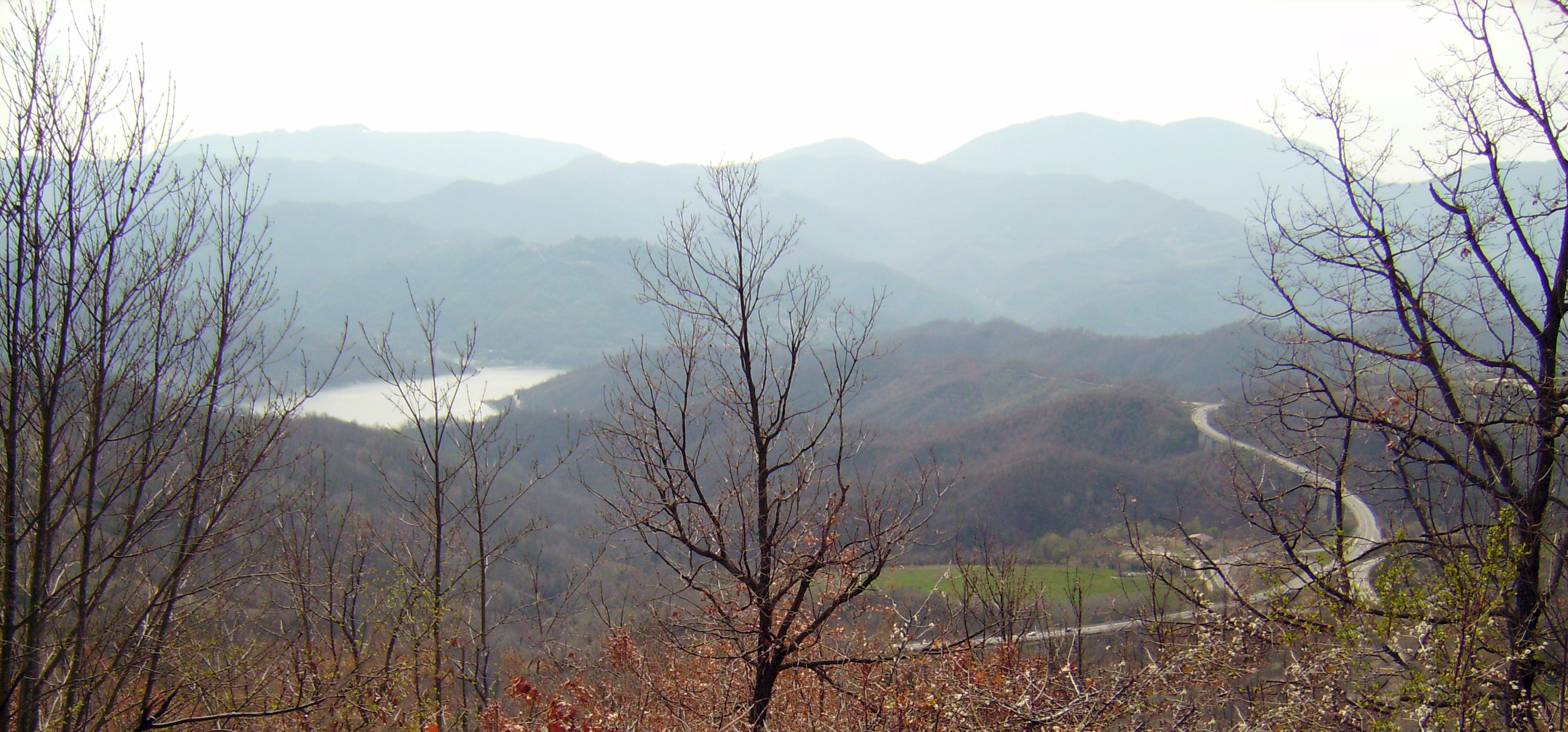
La superstrada fotografata da Fiamignano, con lo svincolo di Mercato e il lago del Salto sullo sfondo

##### La gestione della provincia
Nel 2002 la strada venne declassata da strada statale a strada regionale, pertanto la competenza per la progettazione della parte rimanente di superstrada passò dall'ANAS alla regione Lazio. Nel 2006, su iniziativa del presidente Fabio Melilli, l'amministrazione provinciale di Rieti decise di assumersi l'incarico di progettarla e appaltarla, che gli venne concesso grazie ad un accordo con la giunta regionale Marrazzo, nel tentativo di velocizzare il completamento dell'opera.
Per l'attuazione del progetto, la provincia riuscì ad ottenere un finanziamento complessivo di 59,26 milioni di euro, di cui 16 dal governo (tramite APQ nel 2006) e 43 dalla regione (tramite due finanziamenti nel 2006 e 2008), e realizzò un piano attuativo che prevedeva di dividere i lavori in due stralci, di cui il secondo ulteriormente suddiviso in due substralci:
- 1° stralcio: Ville Grotti-Grotti
- 2° stralcio: Grotti-Rieti (innesto sulla SS 4 Salaria)
  - 1° substralcio: Ponte Figureto-Rieti
  - 2° substralcio: Grotti-Ponte Figureto (adeguamento della strada esistente)

Primo stralcio Ville Grotti-Grotti (2011-2016)
Il primo stralcio, lungo circa tre chilometri da Ville Grotti a Grotti, serviva ad evitare l'attraversamento della frazione Grotti e prevedeva un viadotto che scavalca il fiume Salto e l'acquedotto del Peschiera.
I lavori vennero avviati il 29 aprile 2011 e si conclusero con l'apertura al traffico il 28 gennaio 2016. Tuttavia la loro esecuzione richiese più fondi di quelli previsti inizialmente, e assorbì anche una parte delle risorse destinate al secondo stralcio.
Secondo stralcio Grotti-Rieti (futuro)
Il secondo e ultimo stralcio, da Grotti all'allaccio con la SS 4 Salaria presso Rieti, si componeva di due substralci: Rieti-Ponte Figureto, il più importante dato che eviterebbe con una variante l'attraversamento della frazione Casette e il tortuoso tracciato della vecchia strada (che costituisce uno dei cento punti con la maggiore incidentalità dell'intera rete stradale italiana), e Ponte Figureto-Grotti (per il quale era previsto l'adeguamento in sede della strada esistente, perlopiù rettilinea e priva di accessi laterali).
     Strada vecchia
     Tracciato originario della provincia
     Tracciato del comune di Cittaducale
     Tracciato "delle rotatorie"

Le alternative di tracciato per l'ultimo tratto rimanente Rieti-Ponte Figureto:
Strada vecchia
Tracciato originario della provincia
Tracciato del comune di Cittaducale
Tracciato "delle rotatorie"

Il progetto venne realizzato dalla provincia di Rieti all'inizio del 2012 e prevedeva di proseguire nel fondovalle del Salto, con l'innesto sulla Salaria tramite nuovo svincolo collocato nei pressi di un pellaio e un costo previsto di 21,9 milioni di euro.
Il progetto tuttavia non incontrò il favore del comune di Cittaducale, il quale propose un tracciato alternativo che non seguiva la valle del fiume ma prevedeva di piegare ad Est, scavalcando il colle Valviano ed innestandosi sulla Salaria con nuovo svincolo in località Cardito (in territorio civitese), con un costo previsto di 18,6 milioni. Inoltre la proposta della provincia suscitò la contrarietà dei cittadini di Casette, che lamentarono l'eccessiva vicinanza con il centro abitato e il timore di aggravare il rischio idraulico della frazione; tutto ciò portò il comune di Rieti ad opporsi al progetto e a non approvare la necessaria variante urbanistica. La provincia, però, si oppose al tracciato di Cittaducale e continuò a sostenere la propria ipotesi.
Nel luglio 2014 il progetto della provincia venne bocciato dal ministero e dalla soprintendenza per il suo eccessivo impatto ambientale (non conformità al Piano Territoriale Paesistico Regionale); ciononostante, la provincia continuò ad opporsi all'ipotesi di Cittaducale, e decise di ripartire dal proprio progetto, che modificò per superare le criticità ambientali. La nuova proposta della provincia generò ancora maggiore contrarietà da parte dei due municipi, per il fatto che prevedesse due rotatorie (non contemplate nello standard di strada a scorrimento veloce adottato nel resto della Rieti-Torano, il quale prevede intersezioni a livelli sfalsati e non a raso), e per il fatto che non si allacciasse direttamente alla Salaria, terminando sul vecchio tracciato della Cicolana dopo aver bypassato Casette.
Dopo due anni di scontro, nel 2016 la provincia decise di restituire la competenza per la progettazione dell'ultimo tratto alla regione Lazio (in particolare all'azienda regionale Astral), che nel 2017 ha indetto la conferenza di servizi sul tracciato "delle rotatorie", nella quale esso è stato ufficialmente bocciato per parere contrario del comune di Rieti.
Nel mentre, vista la situazione di stallo, venne deciso di realizzare almeno il secondo substralcio Grotti-Ponte Figoreto (1 km), affidato alla stessa ditta del primo stralcio tramite trattativa privata con cantieri avviati nel settembre del 2017, che è stato aperto al traffico 27 novembre 2018.
Nel frattempo, ad ottobre del 2016, la strada è tornata in gestione ANAS ed è stata nuovamente riclassificata come strada statale.

## Percorso

### Superstrada

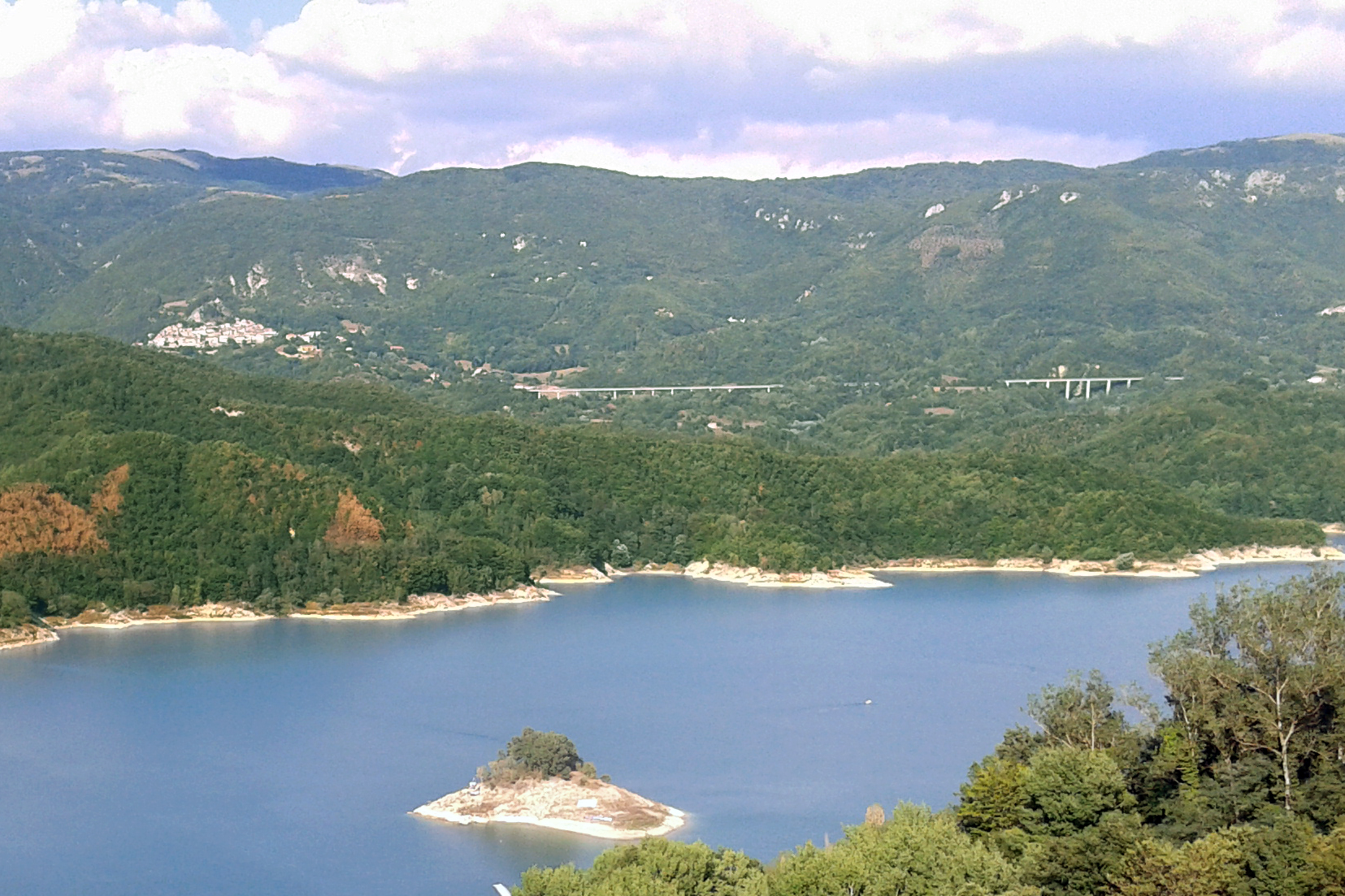
I viadotti della superstrada e il centro abitato di Petrella sullo sfondo del Lago del Salto

In attesa del termine dei lavori che prevedono il prolungamento della superstrada, dopo due chilometri dallo svincolo di Concerviano l'uscita è obbligatoria e si segue per circa dieci chilometri il vecchio percorso della statale, raggiungendo Rieti da est, non lontano da Porta D'Arci. Poco prima dell'arrivo a Rieti si trova lo svincolo Rieti Est della SS 4 Salaria Roma-Ascoli Piceno (che in quel breve tratto, costruito in variante alla vecchia Salaria che attraversava Rieti, è a due carreggiate e con caratteristiche di superstrada), da cui si raggiungono anche L'Aquila (imboccandola in direzione Ascoli e prendendo la SS 17 ad Antrodoco) e Terni (imboccandola in direzione Roma dove, mentre la Salaria si ricongiunge al vecchio tracciato con la lunga galleria Colle Giardino, ha inizio la superstrada SS 79 bis Ternana).
Il tratto iniziale della strada dal km 6 al km 9, non ancora adeguato a superstrada, costituisce uno dei cento punti con la maggiore incidentalità dell'intera rete stradale italiana.
Il tracciato della superstrada comprende complessivamente 12 gallerie e 65 viadotti.
Al km 2+800 è percorsa mediamente da 4225 veicoli al giorno, di cui il 13% di mezzi pesanti.
In ocra i tratti in fase di progettazione, in arancio quelli in corso di realizzazione.
| SS 578 Strada Statale Salto - Cicolana | |        |                                                                    |
| Tipo                                   | Indicazione                                                                                           | ↓ km ↓ | Stato dell'opera                                                   |
|                                        | Salaria Rieti, Roma, Terni                                                                            |        | In progettazione (secondo stralcio, substralcio 1)                 |
|                                        | Salaria Cittaducale, Ascoli Piceno, L'Aquila                                                          |        | In progettazione (secondo stralcio, substralcio 1)                 |
|                                        | Casette - Ponte Figureto                                                                              |        | In progettazione (secondo stralcio, substralcio 1)                 |
|                                        | Inizio tratto superstrada                                                                             | 4,1    | Aperto al traffico novembre 2018 (secondo stralcio, substralcio 2) |
|                                        | Grotti ovest (solo uscita da Rieti ed entrata per Rieti)                                              | 5,2    | Aperto al traffico gennaio 2016 (primo stralcio)                   |
|                                        | Viadotto su Salto e Acquedotto del Peschiera                                                          | 5,3    | Aperto al traffico gennaio 2016 (primo stralcio)                   |
|                                        | Galleria Gabelletta (100 metri)                                                                       | 6,5    | Aperto al traffico gennaio 2016 (primo stralcio)                   |
|                                        | Ville Grotti - Grotti est (solo direzione Rieti)                                                      | 7,2    | Aperto al traffico gennaio 2016 (primo stralcio)                   |
|                                        | Ville Grotti - Grotti est (solo direzione Torano)                                                     | 8      | Aperto al traffico giugno 2009                                     |
|                                        | Viadotto Salto 2° (210 metri)                                                                         | 8,1    | Aperto al traffico giugno 2009                                     |
|                                        | Viadotto Salto 1° (100 metri)                                                                         | 9,8    | Aperto al traffico giugno 2009                                     |
|                                        | Concerviano - Roccaranieri Marcetelli Varco Sabino Longone Sabino                                     | 10     | Aperto al traffico pre-1988                                        |
|                                        | Viadotto Fosso Protolata (101 metri)                                                                  | 11,4   | Aperto al traffico pre-1988                                        |
|                                        | Galleria Brigante Viola (158 metri)                                                                   | 16,3   | Aperto al traffico pre-1988                                        |
|                                        | Capradosso Petrella Salto Staffoli Casali Petrangeli Cerreta                                          | 17,3   | Aperto al traffico pre-1988                                        |
|                                        | Galleria Cerreta (455 metri)                                                                          | 17,5   | Aperto al traffico pre-1988                                        |
|                                        | Galleria Fonte Viva (345 metri)                                                                       | 18,2   | Aperto al traffico pre-1988                                        |
|                                        | Galleria Carta (150 metri)                                                                            | 19,8   | Aperto al traffico pre-1988                                        |
|                                        | Galleria Ripe (80 metri)                                                                              | 20,7   | Aperto al traffico pre-1988                                        |
|                                        | Petrella Salto - Borgo San Pietro Lago del Salto Piagge Mercato Collerosso                            | 21,6   | Aperto al traffico pre-1988                                        |
|                                        | Oiano (solo lato Torano)                                                                              | 23,3   | Aperto al traffico pre-1988                                        |
|                                        | Viadotto Coardone (237 metri)                                                                         | 23,8   | Aperto al traffico pre-1988                                        |
|                                        | Stazione di rifornimento Q8 - Bar - Tabacchi                                                          | 24,1   | Aperto al traffico pre-1988                                        |
|                                        | Viadotto Remarine (203 metri)                                                                         | 24,2   | Aperto al traffico pre-1988                                        |
|                                        | Viadotto Canapine (168 metri)                                                                         | 24,5   | Aperto al traffico pre-1988                                        |
|                                        | Viadotto delle Foche (270 metri)                                                                      | 24,8   | Aperto al traffico pre-1988                                        |
|                                        | Fiamignano - Pagliara Mercato                                                                         | 25,2   | Aperto al traffico pre-1988                                        |
|                                        | Viadotto Labianca (67 metri)                                                                          | 25,3   | Aperto al traffico pre-1988                                        |
|                                        | Viadotto Mercato (170 metri)                                                                          | 25,7   | Aperto al traffico pre-1988                                        |
|                                        | Galleria Vigna dei Frati (159 metri)                                                                  | 25,9   | Aperto al traffico pre-1988                                        |
|                                        | Viadotto Gamagna (270 metri)                                                                          | 27,2   | Aperto al traffico pre-1988                                        |
|                                        | Fiamignano - Gamagna Altopiano di Rascino Lago del Salto Fiumata Santa Lucia di Fiamignano            | 27,5   | Aperto al traffico pre-1988                                        |
|                                        | Viadotto Barbone Italo (393 metri) (700 m s.l.m.)                                                     | 27,6   | Aperto al traffico dicembre 1991                                   |
|                                        | Viadotto Sant'Agapito (567 metri)                                                                     | 28,2   | Aperto al traffico dicembre 1991                                   |
|                                        | Viadotto delle Pezze (187 metri)                                                                      | 28,9   | Aperto al traffico dicembre 1991                                   |
|                                        | Galleria Collegiudeo (484 metri)                                                                      | 29,2   | Aperto al traffico dicembre 1991                                   |
|                                        | Viadotto Albanetta (347 metri)                                                                        | 29,7   | Aperto al traffico dicembre 1991                                   |
|                                        | Galleria Colle Sciarrata (138 metri)                                                                  | 30,2   | Aperto al traffico dicembre 1991                                   |
|                                        | San Paolo Radicaro San Pietro Arapetrianni Peschieta Collaralli                                       | 30,4   | Aperto al traffico dicembre 1991                                   |
|                                        | Viadotto Pesci (174 metri)                                                                            | 30,7   | Aperto al traffico dicembre 1991                                   |
|                                        | Galleria Roccarandisi (180 metri)                                                                     | 30,9   | Aperto al traffico dicembre 1991                                   |
|                                        | Viadotto Rio Torto (483 metri)                                                                        | 31,1   | Aperto al traffico dicembre 1991                                   |
|                                        | Galleria Granara (546 metri)                                                                          | 31,9   | Aperto al traffico dicembre 1991                                   |
|                                        | Viadotto Fosso Torre di Taglio (261 metri)                                                            | 32,7   | Aperto al traffico dicembre 1991                                   |
|                                        | Sant'Elpidio Torre di Taglio Petrignano Colleviati Collemaggiore                                      | 33,6   | Aperto al traffico dicembre 1989                                   |
|                                        | Viadotto Mole Chiarelli (218 metri)                                                                   | 35,4   | Aperto al traffico dicembre 1989                                   |
|                                        | Pescorocchiano Civitella di Nesce Castelmenardo                                                       | 36     | Aperto al traffico dicembre 1989                                   |
|                                        | Viadotto Ponte Ospedale (305 metri)                                                                   | 37,2   | Aperto al traffico dicembre 1989                                   |
|                                        | Borgorose - Villerose (solo uscita direzione Torano)                                                  | 38,3   | Aperto al traffico dicembre 1989                                   |
|                                        | Viadotto Borgorose (305 metri)                                                                        | 38,8   | Aperto al traffico dicembre 1989                                   |
|                                        | Borgorose - Corvaro                                                                                   | 41     | Aperto al traffico dicembre 1989                                   |
|                                        | Culmine - Madonna delle Grazie (806 m s.l.m.)                                                         | 41     | Aperto al traffico dicembre 1989                                   |
|                                        | Stazione di rifornimento - Bar Ristorante - Tabacchi                                                  | 41,5   | Aperto al traffico dicembre 1989                                   |
|                                        | Casello Valle del Salto Roma - L'Aquila - Teramo Avezzano - Pescara Torano Vecchio tracciato (SR 578) | 43,7   | Aperto al traffico dicembre 1989                                   |

### Strada vecchia

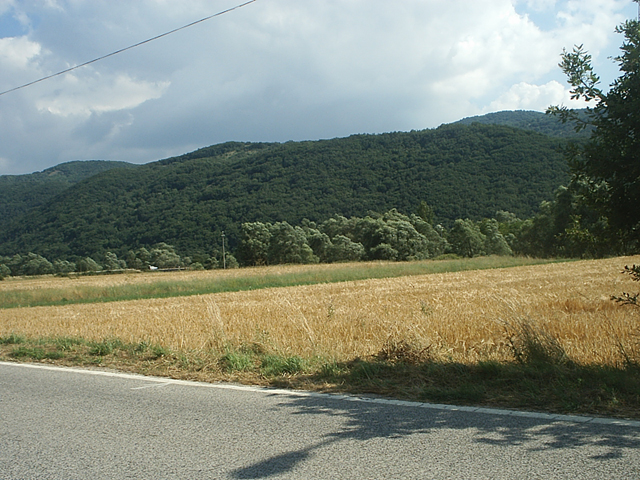
Un tratto della strada regionale dopo la fine del tratto di superstrada, presso Magliano de' Marsi

I tratti più paesaggistici sono quelli che si sviluppano con una serie di arditi ponti e tornanti attorno al lago Salto. Oltre alle magnifiche vedute che offre sulla diga, passa per Borgo San Pietro, frazione di Petrella Salto ricostruita dopo la sommersione dovuta al lago artificiale, marginale esempio di architettura razionalistica rurale italiana insieme ad alcuni edifici di Fiumata, altro borgo coevo presso il ponte sul lago.
Oltre ai piccoli ristoranti sul Lago Salto, dove generalmente è consentita la balneazione e sono presenti strutture turistiche ricettive attrezzate per camping e villeggiatura, nelle vicinanze si ricorda Pescorocchiano e le sue mura ciclopiche in frazione Civitella, probabile sede dell'antica Res publica Aequiculanorum, municipium di età augustea; da Fiamignano si raggiunge il Lago di Rascino, piccolo specchio d'acqua naturale molto frequentato da gitanti locali, e Corvaro, borgo presso Borgorose, è la sede della Riserva Naturale Regionale Montagne della Duchessa; può essere punto di partenza per itinerari naturalistici e di trekking sia estivi che invernali.
Il tratto in territorio abruzzese invece è piuttosto rettilineo attraverso gli altopiani del fiume Imele. L'arborazione è rara, a pino nero o tiglio nei centri abitati.

## Gestione
In seguito al decreto legislativo n. 112 del 1998, dal 2001, la gestione del tratto abruzzese è passata dall'ANAS alla Regione Abruzzo che ha provveduto al trasferimento dell'infrastruttura al demanio della Provincia dell'Aquila. Dal 1º febbraio 2002 la gestione del tratto laziale è passata dall'ANAS alla Regione Lazio, che ha ulteriormente devoluto le competenze alla Provincia di Rieti. Dal 5 marzo 2007 la società Astral ha acquisito la titolarità di concessionario di tale tratto.